# ディヤ
ディヤ（アラビア語: دِيَة, ラテン文字転写: diyah）（方言における口語発音は主に دِيَّة（dīya, ディーヤ））はイスラーム刑法において、殺人犯や傷害犯が遺族に支払う刑罰としての賠償金のことである。

## 概要
殺人や傷害が故意の場合、遺族はキサース（相手に同様の苦痛を与える復讐刑）とディヤのうちいずれかを選択できる。しかし過失の場合はディヤしか求めることができない。クルアーンにはキサースよりもディヤを奨励する文言が存在している。
この制度はクルアーン第5章（アル・マーイダ）の45節が根拠となっている。その内容の日本語訳は以下のようなものである。
われはかれらのために律法の中で定めた。「生命には生命，目には目，鼻には鼻，耳には耳，歯には歯，凡ての傷害にも，同様の報復を。
しかしその報復を控えて許すならば，それは自分の罪の償いとなる。アッラーが下されるものによって裁判しない者は，不義を行う者である。
金額は殺人犯に対するディヤが一番高く、傷害犯に対するディヤは傷害の重さに応じて、殺人犯に対するより少ない金額を課すことになっている。また、被害者が女性の場合、被害者が男性だったときと比べてディヤの額は半分である。
イスラーム法では金銭に関して一般に女性は男性の半分の価値しかないと考えられており、ディヤにおける男女格差もその一例である。
また、ムスリムが非ムスリム（ズィンミー）を殺したり、傷つけた場合、スンナ派の4大法学派のうちハナフィー学派では被害者もしくはその遺族はキサースとディヤのどちらかを選ぶことができる。しかし他の3学派ではキサース刑を認めない。これはムスリムの命の価値をズィンミーのそれよりも高いものと見るためである。たとえばシャーフィイー学派の著名な法学者マーワルディーは、ハナフィー学派の学祖アブー・ハニーファがズィンミーとムスリムの殺害に対する刑罰における平等性を主張したことに対して、非ムスリムのためにムスリムを殺すのは間違っているとしてそれを拒んでいる。
またディヤの額に対しても、ハナフィー学派はズィンミーの男はムスリムの男と、ズィンミーの女はムスリムの女と同じだけの賠償金を支払われる価値があると述べている。対して他の3学派では非ムスリムとムスリムの間で格差がある。マーワルディーは主要な法学派の間で意見が分かれていることを認めたうえで、マーリク学派ではズィンミーのディヤの額はムスリムのそれの半分であるとし、彼の属するシャーフィイー学派ではユダヤ教徒とキリスト教徒はムスリムの3分の1、ゾロアスター教徒は15分の1の額のディヤを支払われる価値があるとしていると述べている。
この制度はイスラム法の国で古くから運用されていたが、近代になってからは多くの国で廃止された。法制度として現在でも運用されている国としてはサウジアラビア、イラン、パキスタン、アラブ首長国連邦、アフガニスタンがある。
イラクでも近年まで存続していたが、サッダーム・フセイン政権下で法制度としては廃止された。しかし、部族間の習慣としては存続しており、国の司法を介さない部族間問題の解決にはディヤが行われることもあるといわれている。
ディヤにおけるこれらの差別は、現代の人権の観点からして容認できないものとして厳しい批判の対象となっている。

## サウジアラビア
サウジアラビアではワッハーブ派の教義に基づきディヤの適用は皇太子が委員長を勤める恩赦委員会と呼ばれる組織が認定することで刑事罰が減免される。支払う金銭があっても、遺族が受け取りを拒否した場合と恩赦委員会が不道徳であったりムスリムの教義に反すると判断した場合は適用されない。
非ムスリムがムスリムを殺害した場合は適用を拒否することがある。
支払う金額には相場があり、以下のようになっており、殺された相手が非ムスリムの場合は安くなるようになっている。100,000サウジアラビア・リヤルを2014年9月のレートで日本円換算すると約290万円で、サウジアラビアの富裕層にとっては大金というほどの金額ではない。
- 被害者がムスリムの男性の場合：100,000サウジアラビア・リヤル
- 被害者がムスリムの女性の場合：50,000サウジアラビア・リヤル
- 被害者がキリスト教徒の男性の場合：50,000サウジアラビア・リヤル
- 被害者がキリスト教徒の女性の場合：25,000サウジアラビア・リヤル
- 被害者がヒンズー教徒、ユダヤ教徒、その他の男性の場合：6,666サウジアラビア・リヤル
- 被害者がヒンズー教徒、ユダヤ教徒、その他の女性の場合：3,333サウジアラビア・リヤル

最後のディヤ適用の機会は死刑執行人に与えられている。公開処刑の場所に被害者遺族が呼び出され、死刑執行人が遺族に許すかどうか何度も問い続ける。遺族が許した場合にはディヤが適用され死刑執行が中止される。
前述のように、外国人労働者に対する死刑判決が多く出されている。そのうち、インドネシアは80万人を超すインドネシア人女性労働者がサウジアラビアで働いているが、彼女らに対する性的虐待や賃金不払いなどの問題も生じている。なおサウジアラビアと同様にイスラム教徒が多数を占めるうえに死刑存置国である。
2007年に雇用主から性的暴行を受けそうになり殺害したインドネシア家政婦の死刑囚の場合、雇用主の遺族がディヤによる減刑に応じるとしていることから、インドネシア外務省が支払いに向けた手続きに入っているという。

## パキスタン
キサース・ディヤ法（Qisas and Diyat Ordinance）と呼ばれる法律があり、慰謝料を支払うことで殺人罪を回避できる。
キサースとは 相手に同様の苦痛を与える復讐刑のことで、同じ苦痛を与えるか遺族へ慰謝料を支払うかを選択させるという意味である。

## 参照
1. ↑  「統治の諸規則」マーワルディー著、湯川武訳、p556
2. ↑  「統治の諸規則」マーワルディー著、湯川武訳、p558
3. 1 2  「統治の諸規則」マーワルディー著、湯川武訳、p559
4. ↑  女性の遺産相続額は男性の半分
5. ↑  「統治の諸規則」マーワルディー著、湯川武訳、p556-557
6. ↑  出典：BSワールドドキュメンタリー イスラムの新しい風